# Justicia Acuña
Acuña  Mena est un nom espagnol. Le premier nom de famille, en général paternel, est Acuña ; le second, en général maternel, souvent omis, est Mena.
Pour les articles homonymes, voir Acuña et Mena.
Justicia Acuña Mena, née Justicia Espada le 14 janvier 1893 à Santiago et morte en 1980 dans la même ville, est une ingénieure civile chilienne et la première femme exerçant cette profession au Chili.

## Biographie
Ses parents sont le constructeur civil José Acuña Latorre et Mercedes Mena Villalón. Ils l'éduquent — avec ses quatre frères et ses trois sœurs — dans un environnement de coopération et d'égalité de genre, ce qui lui permet de s'affranchir des schémas sociaux de l'époque,.
En raison d'un incident vécu par son père, après avoir été confondu avec un délinquant du même nom, tous les enfants de la famille sont enregistrés avec des prénoms et des noms particuliers. Ainsi, les prénoms et noms des huit frères et sœurs sont, par ordre de naissance, Sansón Radical, Australia Tonel, Justicia Espada, Tucapel Arauco, América del Sur, Arquímides Capitán, Chile Mapocho et Grecia Brasil,. À leur majorité à 21 ans, les quatre sœurs reprennent les noms de famille de leurs père et mère, mais les quatre frères maintiennent leurs noms de famille particuliers.
En 1922 elle se marie avec l'ingénieur électrique, Alfredo Gajardo Contreras, qu'elle rencontre à l'université, avec qui elle a 7 fils.

## Études et carrière professionnelle

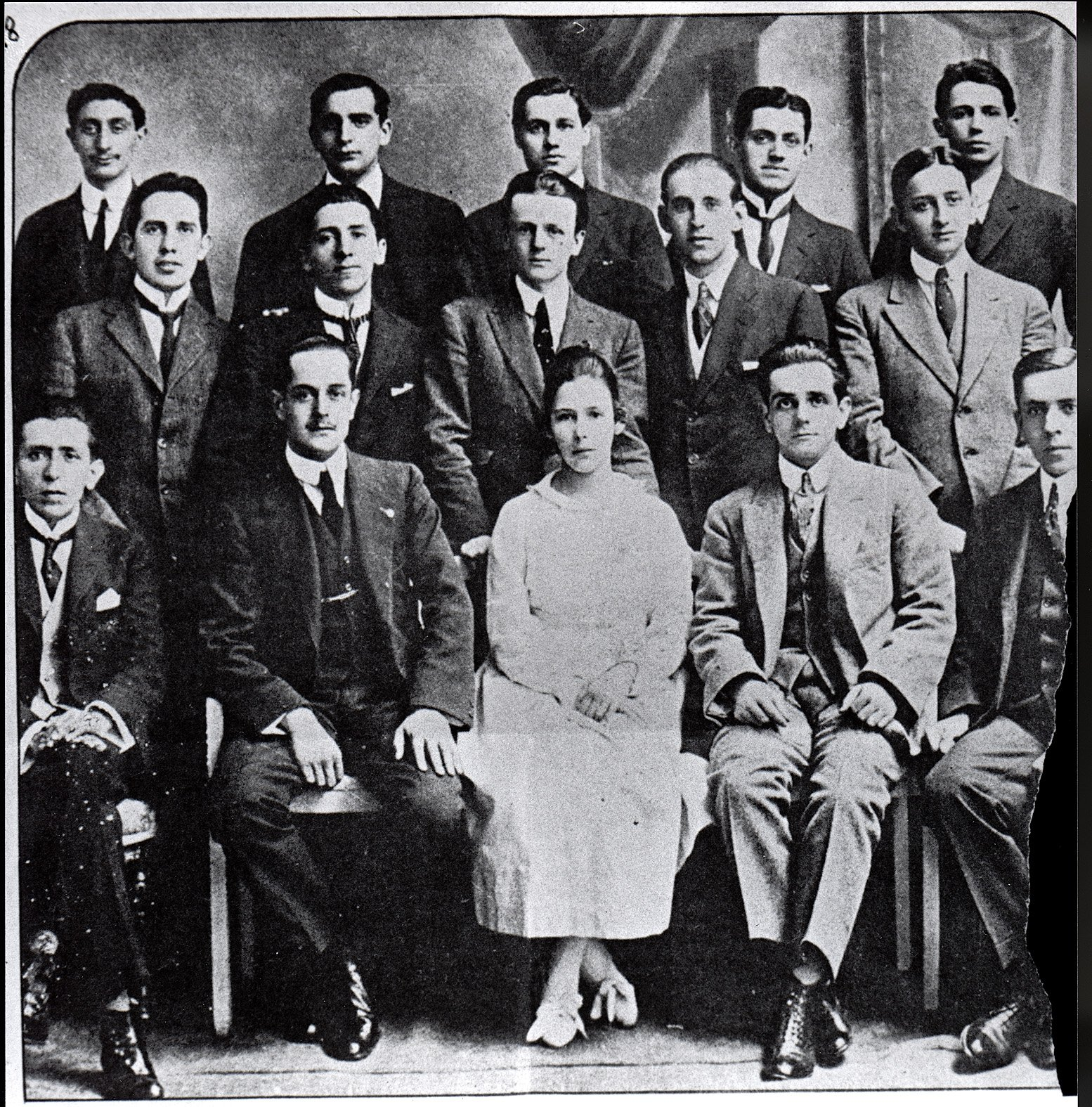
Justicia Espada et les étudiants de sa génération en ingénierie de l'Université du Chili (1919) ; parmi eux, le futur président Jorge Alessandri au dernier rang.

Après avoir étudié au Lycée supérieur de filles n°2, elle étudie la pédagogie en mathématiques à l'Institut Pédagogique de Santiago. Après avoir obtenu son baccalauréat, elle profite du décret Amunátegui de 1877, qui autorise les femmes à se professionnaliser dans les universités de l'État, pour commencer des études d'ingénierie civile à l'Université du Chili.
En 1913, elle entre à la faculté des sciences physiques et mathématiques de l'université du Chili, et est la seule femme parmi tous les étudiants de cette faculté. En mai de la même année, son Centre Étudiant l'accueille avec les mots suivants dans la revue Enerjía : « Il est arrivé un moment où une femme, ignorant les préjugés et l’âge et n’ayant d’autre arme que son cerveau et son caractère indomptable, a décidé d’étudier l’ingénierie ; elle s'est présentée au baccalauréat, où elle s'est démarquée, et continue aujourd'hui ses études à l'École, faisant ainsi de l'année 1913 une étape importante dans l'histoire de l'éducation des femmes au Chili. »
Elle étudie avec le futur président Jorge Alessandri.
Elle reçoit son titre d'ingénieure civile le 15 décembre 1919 avec le projet de diplôme Projet de Résistance de Matériau.
En 1920, elle commence à travailler pour l'Empresa de los Ferrocarriles del Estado afin de réaliser des calculs de ponts, elle y exerce toute sa vie jusqu'à sa retraite à l'âge de 61 ans en 1954,. Une de ses réalisations est le renforcement du pont de la voie ferrée sur la rivière Malleco.

## Hommages
Afin d'honorer sa participation à l'émancipation féminine, le Collège d'Ingénieurs du Chili l'inclut dans sa « Galerie des Ingénieurs illustres », inaugurée en juillet 1980, et en 1991, l'Institut d'Ingénieurs du Chili crée le prix Justicia Acuña Mena, attribué tous les deux ans à une ingénieure qui se démarque dans l'exercice de sa profession.
En 2018, la faculté de sciences physiques et mathématiques de son alma mater rebaptise sa tour centrale en honneur à Justicia Acuña afin de pouvoir commémorer son passage par celle-ci.
Le 14 janvier 2021, Google lui rend hommage avec un doodle.